# Andreas Morisbak
Andreas Morisbak (Vefsn, 19 maggio 1940) è un allenatore di calcio, dirigente sportivo ed ex calciatore norvegese, di ruolo difensore.

## Carriera

### Giocatore

#### Club
Morisbak vestì le maglie di Børsa e Orkanger, prima di trasferirsi al Lyn Oslo. Debuttò con questa maglia il 12 giugno 1960, schierato nel successo per 7-1 sul Kapp. Il 10 settembre 1963 debuttò nelle competizioni europee, schierato titolare nella sconfitta casalinga per 2-4 contro il Borussia Dortmund, in un incontro valido per la Coppa dei Campioni 1963-1964. Diede il proprio contributo per la vittoria del campionato 1964 e del campionato 1968, oltre che alle vittorie in Norgesmesterskapet del 1967 e del 1968 (fu capitano della squadra nel double del 1968). Rimase al Lyn Oslo fino al 1971.

#### Nazionale
Morisbak conta 3 presenze per la Norvegia. Esordì il 9 ottobre 1968, schierato in campo nella sconfitta per 5-0 contro la Svezia.

### Allenatore
Nel 1972 fu nominato allenatore del Lyn Oslo, ricoprendo questa carica fino al 1974. Nel 1983 fu invece il tecnico del Viking. Quando Tord Grip fu scelto come commissario tecnico della Norvegia, poi, Morisbak ne diventò l'assistente, dal 1987 al 1988.

### Dirigente
Fu il responsabile delle selezioni giovanili norvegesi nella Norges Fotballforbund, federazione calcistica norvegese, dal 1975 al 2006.

## Palmarès

### Club

#### Competizioni nazionali
- Campionato norvegese: 2

Lyn Oslo: 1964, 1968
- Coppa di Norvegia: 2

Lyn Oslo: 1967, 1968